# Castillo de Bijuesca
El castillo de Bijuesca, es una edificación militar, construida en el siglo XIV, ubicada en el municipio de Bijuesca, en la provincia de Zaragoza (España), dentro de la comarca de la comunidad de Calatayud, a 50 km de Calatayud, 56 de Soria y 139 de Zaragoza.

## Historia
En 1357 Pedro IV de Aragón mandó fortificar el castillo y la iglesia del municipio de Bijuesca, los cuales se encontraban estratégicamente situados en la confluencia entre el Reino de Aragón y la castellana provincia de Soria.
Dentro de la conocida como Guerra de los Dos Pedros, dada su proximidad con el Reino de Castilla, este fue uno de los primeros Castillos conquistados por D.Pedro I el Cruel, en 1358, quien dejó el castillo en manos del capitán Gómez de Carrillo, señor del Torreón de las Henestrosas, quien fue asesinado por el mismo D.Pedro, por supuesta traición.
Tras ser recuperado por el reino de Aragón, el castillo se volvió a perder bajo el mando de Pedro IV en 1362. Éste, lo mandó derribar, pero no se cumplió la orden del todo ya que sólo se derribó una parte.
Estuvo activo durante el siglo XIV. Este castillo siempre perteneció al municipio, excepto durante su conquista por D. Pedro IV.

## Descripción
El castillo, uno de los mayores atractivos de Bijuesca, conserva una torre defensiva, aún en pie. La mayor parte de los muros han sido derrumbandos por el paso del tiempo, principalmente debido a la erosión y la llegada directa de los rayos solares.

## Conservación
Aunque hay esfuerzos para recuperarlo, el castillo de Bijuesca está en deterioro progresivo. Incluido en la Lista roja de patrimonio en peligro (España) de la asociación Hispania Nostra.

## Galería de imágenes

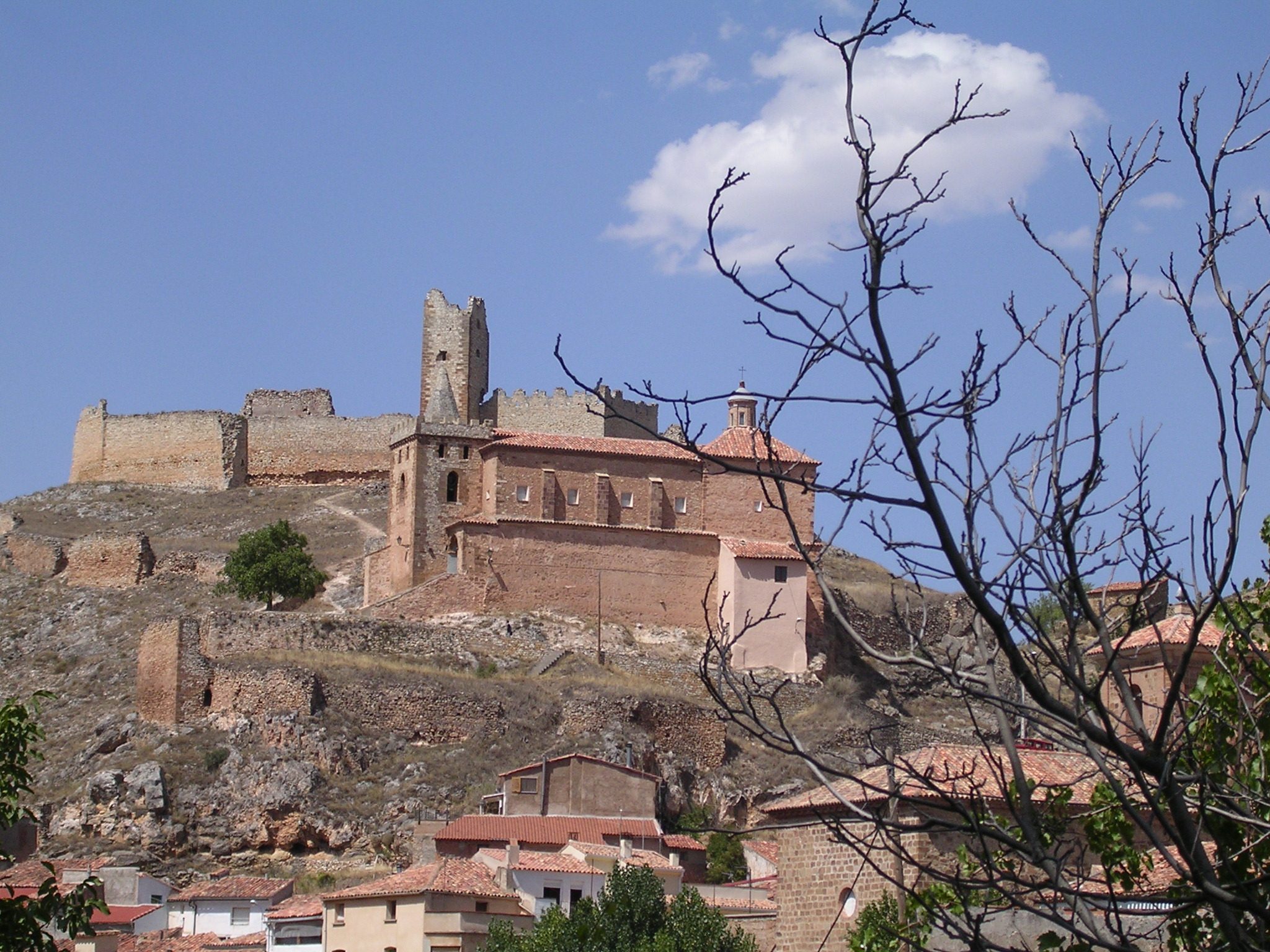
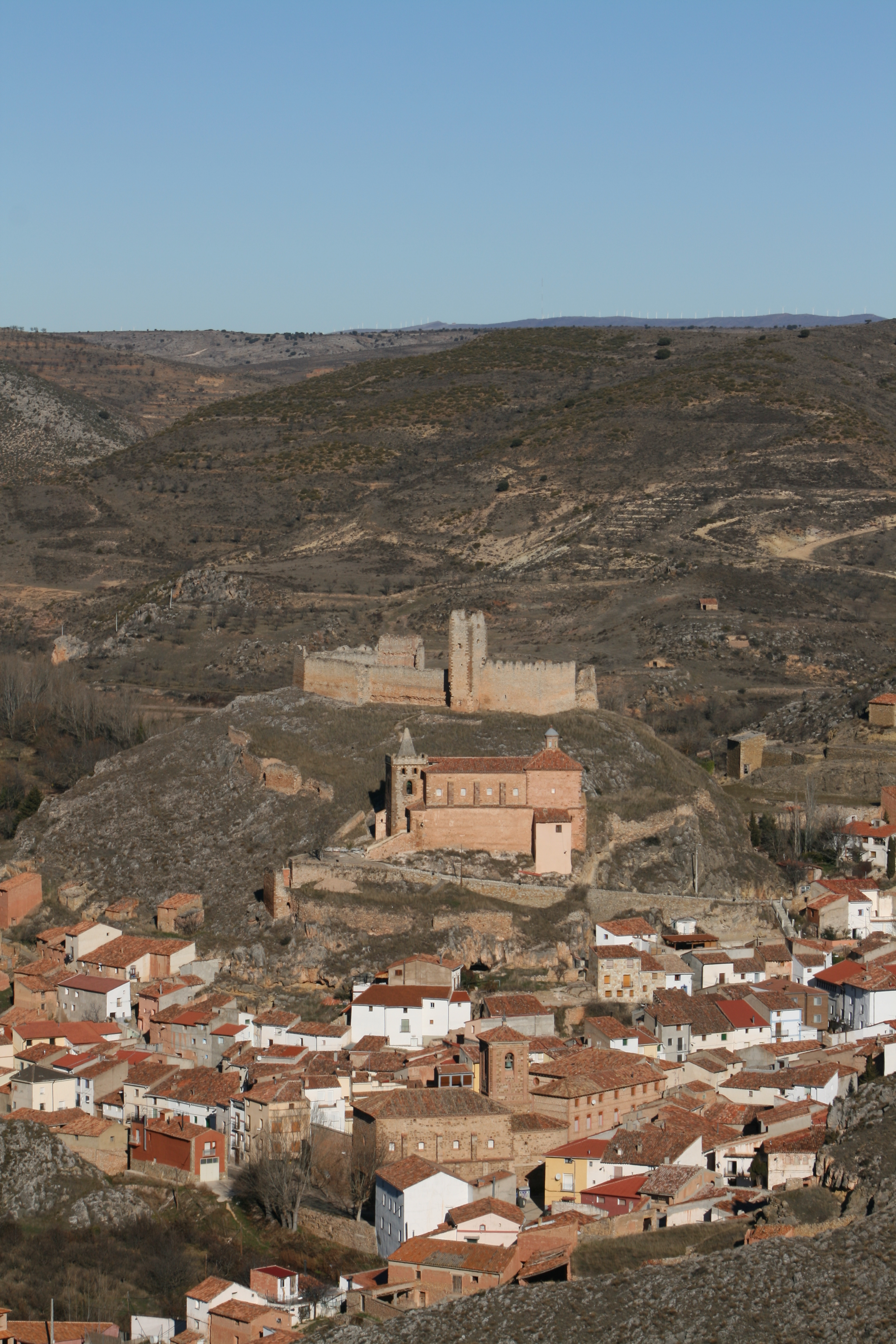
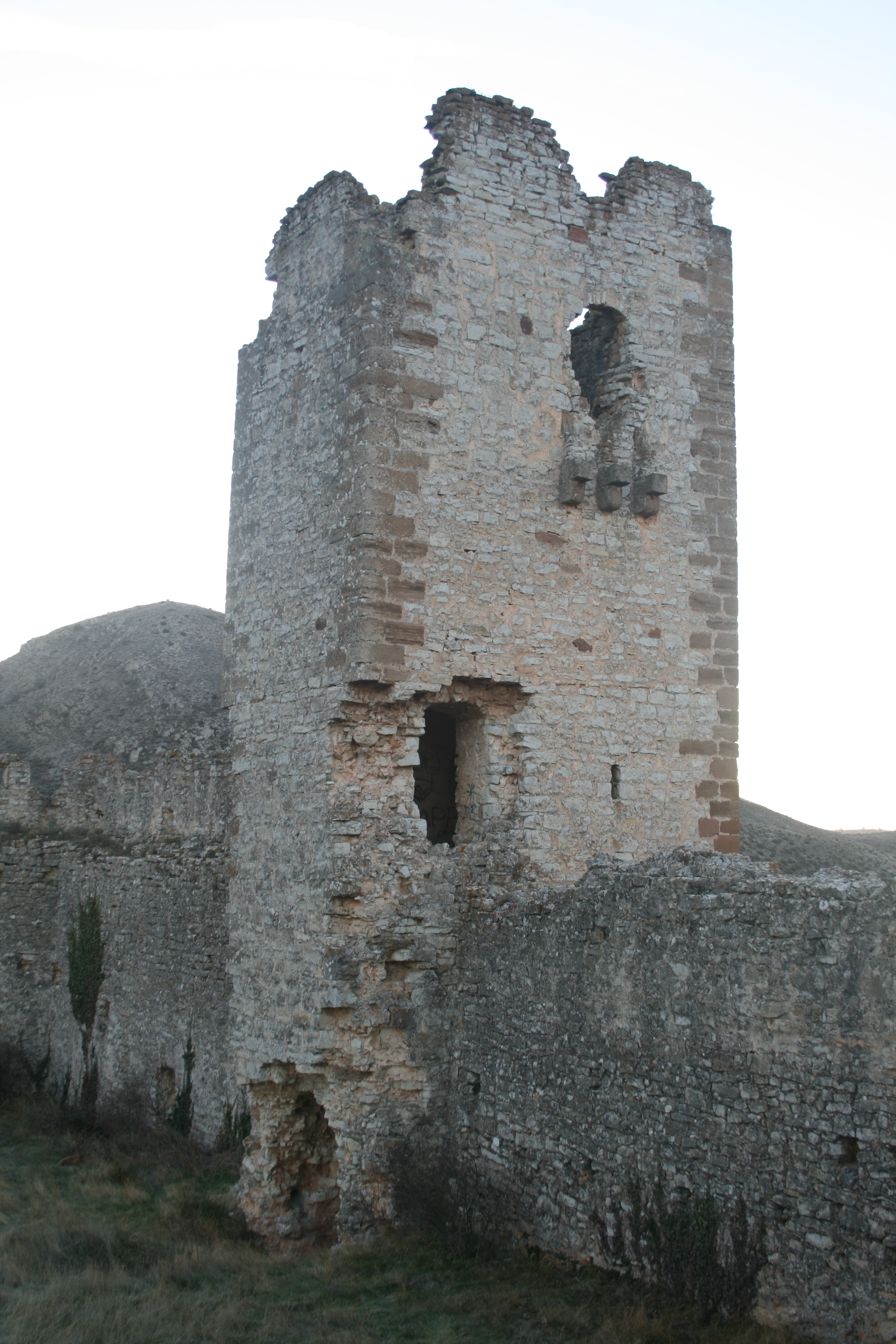
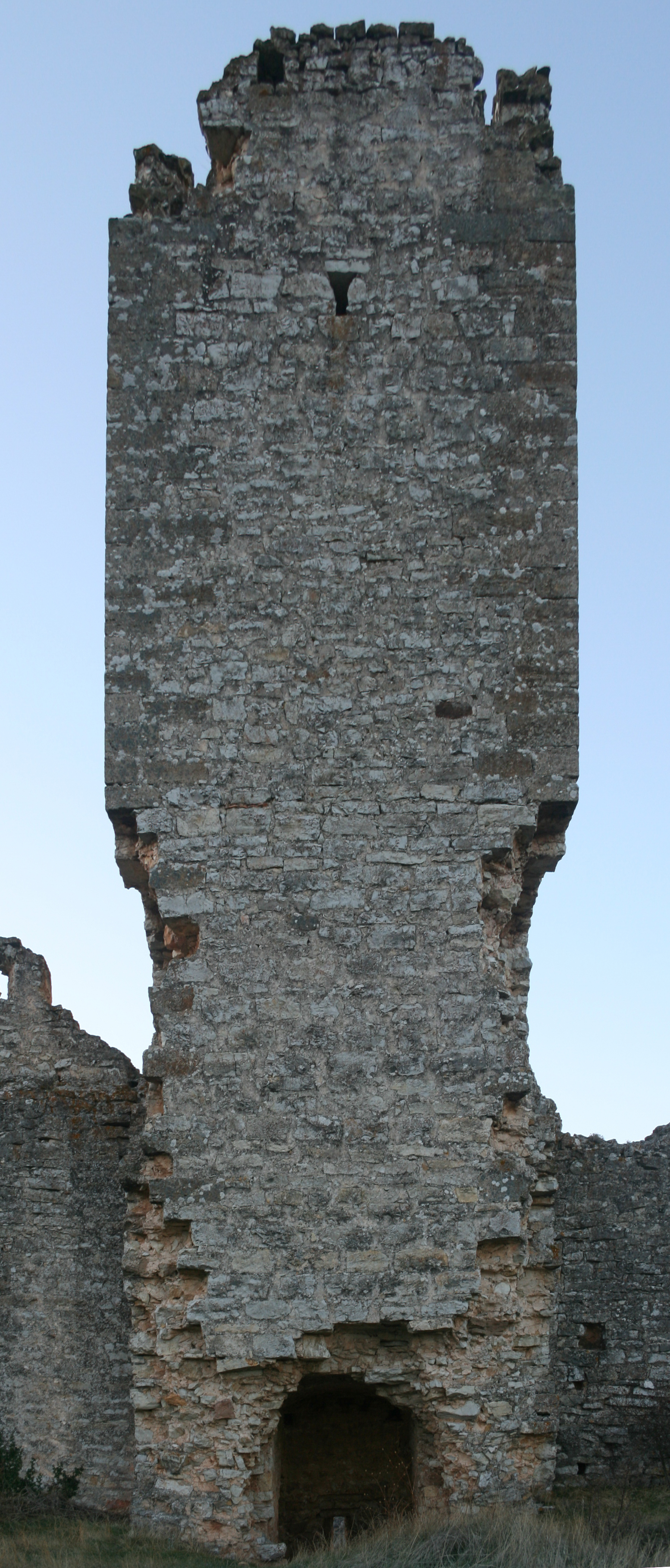

## Enlaces de interés
- Wikimedia Commons alberga una categoría multimedia sobre Castillo de Bijuesca.

- Datos: Q6406805
- Multimedia: Castillo de Bijuesca / Q6406805